# 桶里站
桶里站（：／ Tong-ri yeok */?）曾經为韩国铁路岭东线上的一座鐵路站，位于江原道太白市黄莲洞，已于2012年废止。

## 历史
- 1940年8月1日，落成使用。
- 2012年6月27日，停止使用。